# Alma Thomas
Alma Woodsey Thomas (Columbus, Georgia, 22 de septiembre de 1891 - 24 de febrero de 1978) fue una pintora afroestadounidense expresionista y docente de arte perteneciente a la pintura de los «campos de color». Vivió gran parte de su vida en Washington D. C. The Washington Post la describió como una pieza fundamental en la Escuela de Colores de Washington.

## Educación y vida personal
Alma Thomas nació en Columbus, Georgia en 1891. Es la hermana mayor de cuatro hermanos, su padre fue John Harris Thomas, comerciante de profesión, y su madre Amelia Cantey Thomas, diseñadora de vestidos. En 1906 su familia se mudó a la populosa área de Logan Circle ubicada en Washington D. C., la mudanza se debió a la presencia de violencia racial en Georgia y en el sistema escolar público de Washington. De niña Alma siempre mostró interés por el arte, haciendo títeres y construyendo esculturas en casa. Estudió en el Instituto Técnico Armstrong, donde cursó sus primeras clases de arte. Posterior a su graduación en 1911, decidió estudiar educación infantil en la Escuela Normal Minor hasta 1913. Fue profesora sustituta en Washington hasta 1914, cuando obtuvo una posición permanente en enseñanza en la Eastern Shore de Maryland. Dos años más tarde en 1916, empezó a enseñar preescolar en el Centro Comunitario Thomas Garrett en Wilmington, Delaware, donde vivió hasta 1923.

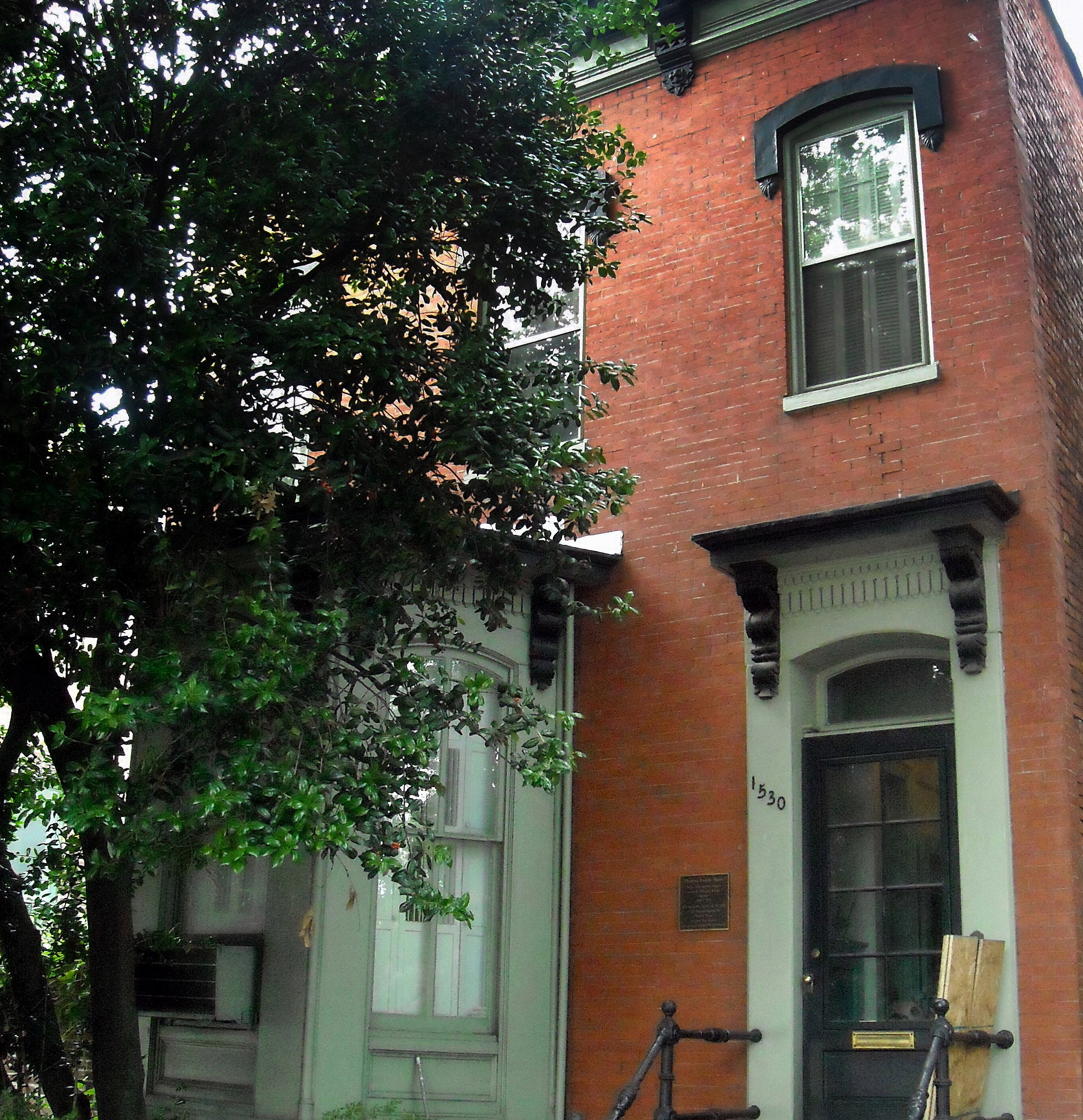
Casa de Alma Thomas en Washington D. C. Donde vivió hasta su muerte.

Comenzó en la Universidad Howard como estudiante de economía doméstica en 1921, para luego trasladarse al programa de Bellas Artes, donde cursó con el fundador del departamento de arte James V. Herring. Obtuvo su licenciatura en Bellas Artes en 1924 de la Universidad de Howard. convirtiéndose en la primera egresada del programa de Bellas Artes de la universidad. Ese mismo año empezó a ejercer la docencia en la Escuela Secundaria de Shaw, donde trabajó hasta su jubilación en 1960. Mientras enseñaba en la Secundaria Shaw, inauguró un programa comunitario de arte donde ayudó a motivar la apreciación del estudiantado hacia las bellas artes. El programa apoyó actuaciones de marionetas y la distribución de tarjetas navideñas diseñadas por el estudiantado, las cuales se entregaban a soldados en el Centro Médico de la Administración de Veteranos de Tuskegee. En 1934 Alma obtuvo su maestría en Educación de Arte de la Universidad de Columbia y estudió pintura en la Universidad Americana de Washington D. C., donde tomó cursos con el profesor Jacob Kainen entre 1950 a 1960. En 1958 visitó centros de arte en Europa Occidental en nombre de la Escuela de Arte Tyler. Decidió retirarse de la enseñanza en 1960 y se dedicó únicamente a la pintura.  En 1963, formó parte de la Marcha sobre Washington por el trabajo y la libertad con su amiga  Lillian Evans.
Falleció el 28 de febrero de 1978 en la misma casa a la que su familia se mudó en su llegada a Washington en 1906. No se casó ni tuvo hijos por elección personal.

## Carrera artística
"El arte creativo es para toda la vida, por lo tanto, es independiente del tiempo.Es de todas las edades, de todos los lugares, y si con esto queremos decir que el espíritu creativo del hombre que produce un cuadro o una estatua es común para la civilización entera, independiente de la edad, etnia y nacionalidad; la declaración puede ser indiscutible."

-Alma Thomas, 1970
Los primeros trabajos de Alma Thomas fueron arte figurativo, y tras sus cursos en Howard y sus entrenamientos con Lois Mailou Jones y James V. Herring, su trabajo evolucionó al abstracto. Thomas no fue reconocida como artista profesional hasta su jubilación como docente en 1960, cuando se matriculó en la Universidad Americana. Allí conoció el Expresionismo abstracto (Color field) y la teoría de Joe Summerford y Jacob Kainen y se interesó en el uso del color y la composición. Doce años después de su primera clase en la Universidad Americana empezó a crear pinturas de expresionismo abstracto, inspiradas en el trabajo de la Escuela de Nueva York. Su taller era la cocina de su casa, dónde se produjeron trabajos como Watusi (Borde Duro) (1963), una reinterpretación de la obra de Matisse El caracol en la que Thomas cambió formas y colores que Matisse había utilizado. Le puso ese nombre tras escuchar una canción de Chubby Checker.
Su primera exposición retrospectiva fue en 1966 en la Galería de Arte en la Universidad de Howard, comisariado por el historiador de arte James Un. Porter. Para esta exposición creó  Earth Paintings, una serie de trabajos abstractos inspirados en la naturaleza, incluyendo Resurrection (1966).
Wind and Crepe Myrtle Concerto (1973) están considerado por la historiadora de arte Sharon Patton "una de las pinturas de Campos de color minimalistas jamás realizadas por un artista afroamericano". Estas pinturas han sido comparadas a mosaicos bizantinos y las pinturas puntillistas de Georges-Pierre Seurat.
Thomas y su amiga, la artista Delilah Pierce, iban en coche al campo, donde Thomas buscaba inspiración, extrayendo ideas de los efectos de la luz y la atmósfera en los entornos rurales. 
En 1972, a la edad de 81 años, Thomas fue la primera mujer afroamericana en realizar una exposición individual en el Museo Whitney de Arte Estadounidense, y ese mismo año también se celebró una exposición mucho mayor en la Galería de Arte Corcoran.

### Legado
En 2009 dos pinturas, incluyendo Watusi (Borde Duro), fueron elegidas por la primera dama Michelle Obama, el interiorista de la Casa Blanca Michael S. Smith y el conservador de la Casa Blanca William Allman para ser expuestas en la Casa Blanca durante la presidencia de Obama. Watusi (Hard Edge) fue finalmente retirada de la Casa Blanca debido a problemas de espacio en el despacho de Michelle Obama en el Ala Este. Sky Light, cedida por el Hirshhorn Museum and Sculpture Garden, fue colgada en los aposentos privados de la familia Obama. La elección de Thomas para la colección de la Casa Blanca fue descrita como un símbolo de la administración Obama por la crítica de arte del New York Times Holanda Cotter que describió la obra de Thomas como "progresista sin ser radical; post-racial pero también consciente de la raza". Sus archivos fueron entegados en varios periodos entre 1979 y 2004 a los Archivos de arte estadounidense por J. Maurice Thomas, su hermana.

## Exposiciones notables
- A Proud Continuum: Ocho Décadas de Arte en Universidad Howard, 2005, Howard Universidad[2]
- Equilibrio de color: Pinturas por Felrath Hines y Alma Thomas, 2010, Nasher Museo de Arte[15]

## Colecciones notables
- Vista aérea de un Vivero en Primavera, 1966; Museo Columbus[3]
- Brisa Musitando A través de la Caída de las Flores, 1968; Phillips Colección[16]
- Lirios, Tulipanes, Junquillos y Azafranes, 1969; Museo Nacional de Mujeres en las Artes[17]
- Fulgor de anochecer, 1972; Museo de Baltimore de Arte[18]